# De Havilland DH.98 Mosquito
Avionul de Havilland DH.98 Mosquito a fost un avion de luptă multirol al britanicilor folosit în cel de al Doilea Război Mondial și în anii de după război. 

Original a fost conceput ca un bombardier rapid neînarmat, Mosquito a fost adaptat pentru alte roluri incluzând: bombardier tactic de altitudine joasă-medie, bombardier de noapte de mare altitudine, avion de vânătoare, avion de vânătoare de noapte, avion de vânătoare-bombardier, de recunoaștere sau chiar de transport.

Atunci când Mosquito a intrat în producție în anul 1941, a fost unul din cele mai rapide avioane din lume. Intrând în serviciu în 1942, Mosquito era folosit în rol defensiv împotriva avioanelor Luftwaffe în raidurile acestora împotriva britanicilor.

### Citări
1. ↑  Bowman 2005, p. 21.

## Operatori
| Australia Belgia Burma Canada Cehoslovacia Republica Dominicană Franța Israel Noua Zeelandă | Norvegia Polonia South Africa Suedia Turcia Regatul Unit United States Iugoslavia |